# Зачарованная 2
«Зачарованная 2» (англ. Disenchanted) — американский музыкальный фэнтезийный комедийный фильм 2022 года, производства кинокомпании «Walt Disney Pictures», снятый и написанный режиссёром Адамом Шенкманом, является продолжением фильма 2007 года «Зачарованная». К главным ролями вернулись Эми Адамс, Патрик Демпси, Джеймс Марсден и Идина Мензел, а Габриэлла Балдаччино заменила Рэйчел Кови. К актёрскому составу также присоединились Майя Рудольф, Иветт Николь Браун, Джейма Мейс, Оскар Нунез и Гриффин Ньюман.
Алан Менкен и Стивен Шварц возвращаются в качестве авторов песен к фильму, а Алан Менкен снова пишет саундтрек к фильму. Эми Адамс также является продюсером фильма вместе с Барри Джозефсоном и Барри Зонненфельдом.
Премьера фильма состоялась 24 ноября 2022 года — по случаю праздника Дня благодарения и недели 15-летия первого фильма. Фильм стал эксклюзивом для платформы Disney+.

## Синопсис
Спустя пятнадцать лет после событий первого фильма, Жизель, Роберт и Морган переезжают в новый дом в пригороде Монровилля. За сообществом наблюдает Мальвина Монро, у которой есть гнусные намерения в отношении семьи. Когда возникают проблемы, Жизель начинает мечтать о том, чтобы их жизнь была похожей на сказку. Заклинание приводит к обратному эффекту, и Жизель спешит спасти свою семью и свою родину, королевство Андалазию, прежде чем часы пробьют полночь.

## В ролях
- Эми Адамс — в роли Жизель; жена Роберта, мать Софии и мачеха Морган[5]
- Патрик Демпси — в роли Роберта Филиппа; мужа Жизель и отец Морган и Софии[5][6]
- Майя Рудольф — в роли Мальвины Монро[5][7]
- Габриэлла Балдаччино — в роли Морган Филипп; 16-летняя дочь Роберта и падчерица Жизель[8]. Балдаччино заменяет Рэйчел Кови из первого фильма.
- Джеймс Марсден — в роли Короля Эдварда; мужа Нэнси и короля Андалазии[5][9]
- Идина Мензел — в роли Нэнси Тремэйн; жены Эдварда и королевы Андалазии[5][9]
- Иветт Николь Браун — в роли Розалин[5][7]
- Джейма Мейс — в роли Руби[5][7]
- Колтон Стюарт — в роли Тайсона Монро, сына Мальвины[10]
- Оскар Нунез[англ.][8] — в роли Эдгара[11]
- Гриффин Ньюман[англ.][12] — голос бурундука Пиппа, друга Жизель. В отличие от первого фильма, Пип может говорить как в реальном мире, так и в Андалазии с помощью магии. Ньюман заменяет Джеффа Беннета и Кевин Лима из первого фильма.
- Джеймс Монро Айглхарт[англ.] — в роли уставшего бизнесмена
- Майкл Маккорри Роуз — в роли недовольного бизнесмена
- Энн Харада[англ.] — в роли сардонической деловой женщины

## Производство

### Разработка
В феврале 2010 года Variety сообщила, что «Walt Disney Pictures» планирует снять продолжение фильма «Зачарованная», который снова будут продюсировать Барри Джозефсон и Барри Зонненфельд. Джесси Нельсон была назначена для написания сценария, а Энн Флетчер будет режиссёром. Дисней надеялся, что актёры из первого фильма вернутся и что фильм выйдет в 2011 году.

12 января 2011 года композитора Алана Менкена спросили о продолжении в интервью, на которое он ответил:
Я ничего пока не слышал про это. Я мало что знаю о том, что с этим происходит. Честно говоря, я не знаю, чем студия хочет заниматься дальше. Я предполагаю, что у меня появятся некоторые будущие проекты, над которыми я буду работать. Я люблю это делать, правда. Но меня не расстраивает, что это не один из них. В настоящий момент у меня происходит много сценических мероприятий, и я достаточно занят этим, так что мне действительно это не нужно в моей карьере.
Позже в том же году, 28 марта, Джеймса Марсдена, сыгравшего принца Эдварда, спросили о сиквеле.
Я не знаю. Я думаю, что время летит. Мы с Эми Адамс оба говорим: «Если будет продолжение, мы не станем моложе». Поскольку мы играем этаких нестареющих анимационных персонажей. Надеюсь, мы это сделаем. Это было что-то особенное, и я хотел бы вернуться и повторить роль. Я слышал то же, что и вы. Где-то там есть сценарий, и о нем говорят, но я никогда не верю этому, пока не увижу сценарий и не узнаю, что мы снимаем этот фильм. Так что не знаю. Этого не предугадаешь.
В июле 2014 года Дисней нанял сценаристов Дэвида Стема и Дэвида Вайса для написания сценария сиквела, а также нанял Флетчер для постановки фильма. В октябре 2016 года The Hollywood Reporter объявил, что Адам Шенкман вступил в переговоры о создании сиквела под названием «Зачарованная 2» (англ. Disenchanted); что Эми Адамс вновь повторит свою роль; и что съёмки должны были начаться летом 2017 года. В январе 2018 года Шенкман заявил, что сценарий сиквела будет готов в течение пары недель, и следующим шагом будет написание музыки. Он также сказал, что в фильме будет больше песен, чем в оригинальном фильме, но с таким же количеством анимации.
21 мая 2019 года Менкен заявил, что к тому моменту Дисней ещё не одобрил фильм, поскольку сценаристы всё ещё пытались разобраться в сценарии. 28 февраля 2020 года Шварц сказал, что встречи по поводу фильма проходили в Лондоне, и сообщил, что Шенкман также будет сценаристом фильма.
В декабре 2020 года, на дне инвесторов Disney, президент производства «Walt Disney Studios» Шон Бейли официально объявил о сиквеле. Как сообщается, именно работа Брижит Хейлз самого последнего автора проекта получила зелёный свет для сиквела спустя 14 лет.

### Актёрский состав
На мероприятии «Disney Investor Day» было объявлено, что Эми Адамс вернется к роли Жизель. Позже в декабре 2020 года было объявлено, что Патрик Демпси вернется к роли Роберта Филиппа. Демпси подтвердил эту новость в начале января 2021 года во время интервью Good Morning America. В марте 2021, композитор Алан Менкен подтвердил, что Джеймс Марсден и Идина Мензел также вернутся к своим ролям принца Эдварда и Нэнси Тремэйн.
В апреле 2021 года Майя Рудольф, Иветт Николь Браун и Джейма Мейс присоединились к актёрскому составу в качестве новых персонажей. Майя Рудольф, как сообщается, будет играть главного антагониста в сиквеле, в то время как Браун и Мэйс также потенциально изобразят злодеев в сиквеле.
17 мая 2021 года Disney объявил в Твиттере, что Габриэлла Балдаччино будет играть главную роль Морганы Филипп, к которой присоединятся новые актёры Колтон Стюарт и Оскар Нуньес. Балдаччино заменяет Рэйчел Кови, сыгравшую Моргану в первом фильме.

### Подготовка к производству
В марте 2020 года «Зачарованная 2» приступила к предпроизводству, а Шенкман всё ещё собирался стать режиссёром фильма. Из-за пандемии коронавируса подготовка к съёмкам фильма велась отдельно. В декабре 2020 года выяснилось, что Дисней нанял Бриджитт Хейлз, Ричарда Лагравенезе, Скотта Нойстедтер и Майкла Х. Уэбера для работы над сценарием фильма. В январе 2021 года во время телешоу Good Morning America Патрик Демпси сказал, что планирует начать производство весной того же года.

### Съёмки
Ранее ожидалось, что съёмочный период начнется 3 мая 2021 года в Лос-Анджелесе в штате Калифорния.
23 апреля 2021 года сообщалось, что съёмки фильма начнутся летом в Ирландии и завершатся в августе. Фильм будет частично сниматься в Эннискерри, где по состоянию на 1 мая 2021 года строилась съёмочная площадка, в то время как другие ожидаемые места включают города Уиклоу и Дублин. 6 мая 2021 года Адамс подтвердила в Instagram, что приехала в Ирландию, чтобы начать съёмки фильма. Съёмки официально начались 17 мая 2021 года. 8 июля 2021 года Джеймс Марсден и Идина Мензель прибыли в Дублин, Ирландию, чтобы повторить свои роли принца Эдварда и Нэнси Тремэйн. Съёмки в Ирландии завершились 22 июля 2021 года.
28 марта 2022 года в графстве Бакингемшире, Англия, шли повторные съёмки из-за неоднозначной реакции на тестовом показе. Пересъёмки фильма также проходили в Нью-Йорке и завершились в апреле.

### Анимация и визуальные эффекты
3 декабря 2021 года было объявлено, что канадская анимационная студия «Tonic DNA» работает над анимацией для фильма. Компания Moving Picture Company предоставит визуальные эффекты для фильма.

## Музыка
В марте 2018 года режиссёр Адам Шенкман сообщил, что Алан Менкен и Стивен Шварц вернутся из первого фильма, чтобы написать песни для продолжения. В марте 2020 года Менкен сообщил, что начал работать над музыкой фильма. В апреле 2020 года Менкен сказал, что он и Шварц пишут песни для фильма.
В интервью журнала Variety в конце апреля 2021 года, Патрик Демпси показал, что он будет петь для фильма. В мае 2021 года Шварц сказал, что в фильме будет семь песен и повторов, в том числе две песни для Нэнси, которую играет Мензель, чья песня в первом фильме была вырезана.
Музыкальное сопровождение и песни для фильма были записаны на Newman Scoring Stage 29 августа 2022 года.

## Премьера
Премьера «Зачарованной 2» состоялась эксклюзивно для платформы Disney+ 24 ноября 2022 года.

## Комментарии
1. ↑  Оригинальное название фильма — «Разочарованная»